# 69 sixty nine
『69 sixty nine』（シクスティ・ナイン）は、1987年に集英社から出版された村上龍の長編小説。1990年に集英社文庫、2004年に集英社から新装版の単行本、2007年に文春文庫からも刊行された。また2013年にはG2010からiBooksの電子書籍としてリリースされた。
1969年の長崎県佐世保市を舞台に、学校のバリケード封鎖、フェスティバルの開催など作者自身の実体験を基にした自伝的な青春小説である。当時の音楽や映画などの固有名詞が多く登場する。
作者は「これは楽しい小説である。こんなに楽しい小説を書くことはこの先もうないだろうと思いながら書いた。」と述べており、全編通して男子高校生の馬鹿馬鹿しくコミカルな思考や言動が描かれている。文章中のフレーズを極端に大きなフォントで強調するという手法が使われている。
2004年に主演妻夫木聡、脚本宮藤官九郎、監督李相日で映画化された。

## あらすじ
ベトナム戦争と学生運動に揺れる1969年、佐世保に住む高校三年生の矢崎剣介（ケン）は、同級生のマドンナ、"レディ・ジェーン"こと松井和子の気を惹くため、友人のアダマこと山田正らと共に校内の全共闘を言いくるめて、高校をバリケード封鎖しようと提案する。バリ封は成功し、ケンは仲間と達成感を味わうが、結局警察に犯行を突き止められ、ケンたちは停学処分となる。しかしその結果、松井和子たちと接近することに成功する。停学が明けたケンたちは、今度はフェスティバルの開催に向けて準備をすすめる。途中、長山ミエを誘ったことによって工業高校の番長に睨まれるも、友人の助けで窮地を脱し、フェスティバルは大成功を収める。

## 映画

### キャスト
- 矢崎剣介（ケン）：妻夫木聡
- 山田正（アダマ）：安藤政信
- 岩瀬学（イワセ）：金井勇太
- 長山エミ：水川あさみ
- 松井和子（レディ・ジェーン）：太田莉菜
- 佐藤ユミ（アン・マーグレット）：三津谷葉子
- 工業の番長：新井浩文
- アルファロメオの女：井川遥

剣介が家出したときにあった女。作り話の中の架空の人物。
- 極道：村上淳
- 中村譲：星野源
- 大滝良：加瀬亮
- 福島清（フク）：与座嘉秋（ホーム・チーム）
- 成島五郎：三浦哲郁（現：三浦アキフミ）
- 増垣達夫：柄本佑
- 書記長：瀬山俊行（ナイーブ）
- 城串裕二：桐谷健太
- 江崎：澤田俊輔
- 白井：宮内陽輔（ヨースケ@HOME）
- 相原先生：嶋田久作
- フミ子先生：峯村リエ
- 川崎先生：豊原功補
- アダチ・独裁者：森下能幸
- 吉岡先生：小日向文世
- 松永先生：岸部一徳
- 佐々木刑事：國村隼
- ケンの母：原日出子
- ケンの父：柴田恭兵

### その他のキャスト
- 氏家恵
- 菊地百合子
- 五島高資（高校教師）
- 三浦誠己
- 千葉哲也
- 豊田眞唯
- 田中哲司
- 神戸みゆき
- 伊藤洋三郎
- 眞島秀和
- 田中鈴之助
- 森川涼
- 西山宗佑
- 栗山直人（アームストロング）
- 安村昇剛（アームストロング）
- 橘ユキコ
- 上原由恵
- 鈴木一功
- 半海一晃
- 江口のりこ
- ケニー・スコット
- ピニー・マーティン
- 有山尚宏
- 山本隆司
- 岡田正
- 本多章一
- 山根和馬
- 夏木彩

### スタッフ
- 原作：村上龍『69 sixty nine』
- 監督：李相日
- 助監督：武正晴
- 脚本：宮藤官九郎
- 音楽：中シゲヲ、ザ・サーフ・コースターズ、藤原いくろう、鎌田ジョージ
- 主題歌：CHEMISTRY『いとしい人』（デフスターレコーズ）
- 音楽スーパーバイザー：立川直樹、佐久間雅一
- 音楽プロデューサー：津島玄一
- 選曲：浅梨なおこ
- 製作：横溝重雄、黒澤満、早河洋、伊達寛
- 製作担当：萩原順
- 企画：遠藤茂行、木村純一
- プロデューサー：伊地智啓、近藤正岳、斎藤勇司
- 共同プロデューサー：古川一博
- ライン・プロデューサー：坂本忠久
- 衣裳：森幸代
- スタイリスト：三田真一
- 撮影：柴崎幸三
- 照明：上田なりゆき
- 録音：柿澤潔
- 音響効果：伊藤進一、小島彩
- 美術：種田陽平
- 編集：今井剛
- 装飾：大庭信正
- スクリプター：松澤一美
- スチール：稲垣純也
- 宣伝スチール：奈良英雄、加藤義一
- 特殊メイク：松井祐一
- デジタルエフェクト：塩田敏広、後藤利実、泉有紀、森信介
- 配給：東映
- 製作協力：セントラル・アーツ
- 製作：「69 sixty nine」製作委員会（東映、テレビ朝日、TOKYO FM、WOWOW、朝日放送、カルチュア・パブリッシャーズ、スターダストピクチャーズ、長崎文化放送）

### 受賞とノミネート
- 第47回ブルーリボン賞
  - 日本映画ベスト10
  - ノミネート：監督賞、主演男優賞
- 第29回報知映画賞 主演男優賞
- 第19回高崎映画祭 助演男優賞（柴田恭兵）